# Comune distrettuale di Šakiai
Il comune distrettuale di Šakiai è uno dei 60 comuni della Lituania, situato nella regione della Sudovia.